# Acordul Central European al Comerțului Liber

Statele membre CEFTA:
albastru închis = membru actual
albastru deschis = fost membru

Acordul Central European al Comerțului Liber, în forma prescurtată: CEFTA (engl. Central European Free Trade Agreement) este un acord comercial de liber schimb a mărfurilor care a luat ființă la 21 decembrie 1992 la Cracovia, membrii fondatori fiind Polonia, Cehoslovacia și Ungaria. Scopul acestei uniuni a fost adaptarea economiilor statelor membre la o piața comunitară lipsită de taxe vamale și un exercițiu de preaderare la Uniunea Europeană.
Statele membre sunt:
| Statele membre        | Statele membre        | anul aderării | anul ieșirii(*) |
| --------------------- | --------------------- | ------------- | --------------- |
| Polonia               | Polonia               | 1992          | 2004            |
| Ungaria               | Ungaria               | 1992          | 2004            |
| Cehoslovacia          | Cehia                 | 1992          | 2004            |
| Cehoslovacia          | Slovacia              | 1992          | 2004            |
| Slovenia              | Slovenia              | 1996          | 2004            |
| România               | România               | 1997          | 2007            |
| Bulgaria              | Bulgaria              | 1999          | 2007            |
| Croația               | Croația               | 2002          | 2013            |
| Macedonia de Nord     | Macedonia de Nord     | 2006          | —               |
| Bosnia și Herțegovina | Bosnia și Herțegovina | 2007          | —               |
| Republica Moldova     | Republica Moldova     | 2007          | —               |
| Serbia                | Serbia                | 2007          | —               |
| Muntenegru            | Muntenegru            | 2007          | —               |
| Albania               | Albania               | 2007          | —               |
| Kosovo                | Kosovo                | 2007          | —               |

(*) ca urmare a aderării la Uniunea Europeană.